# 托尔普霍沃农村居民点
托尔普霍沃农村居民点（俄语：Толпуховское сельское поселение）是俄罗斯联邦弗拉基米尔州索宾卡区所属的一个农村居民点。其下辖有25个居民点，行政中心为托尔普霍沃。据2016年统计，该农村居民点的人口为2455人。